# Мексиканска огненокрака тарантула
Мексиканската огненокрака тарантула (Brachypelma boehmei) е вид тарантула, която естествено обитава Мексико, щата Гереро.
Видът предпочита полувлажни региони и обитава дупки в земята. Както най-близките му родственици от семейството на тарантулите и мексиканската огненокрака тарантула се защитава, когато бъде провокирана, посредством парливите косъмчета, с които е покрита. Не са много лесни за отглеждане в плен и не са подходящи за начинаещи гледачи на тарантули.

## Физическо описание
Мексиканската огненокрака тарантула прилича на най-популярния си родственик Мексиканската червеноколенеста тарантула (Brachypelma smithi) по окраската си в ярко оранжево и черно. Възрастните екземпляри от вида могат да достигнат до 13-15 cm. За разлика от много от другите големи южноамерикански тарантули, при този вид се наблюдава по-бавен растеж. Най-горните (феморални) части от крачката им са черни, визуално разделят оранжевия торс от долната част от крачката, която е бледо оранжева. Въпреки че не е с особено отбранителен характер, когато се почувства застрашен, този вид паяк може да прояви нервност и да отдели от тялото си косъмчета, причиняващи възпаления по кожата и болки.

## Географско разпространение и хабитат
Естественото местообитание на вида е Мексико, където може да бъде открит в централните части на мексиканското тихоокеанско крайбрежие на територията на западния щат Гереро. Предпочита сухи местности с ниска растителност, обитава бърлоги – както изкопани от него, така и изоставени от гризачи и гущери, като тези бърлоги обичайно се намират под скали или отсечени пънове.

## Жизнен цикъл
Тарантулите от този род живеят дълго, като мъжките достигат полова зрелост на 7-8 годишна възраст, а женските – дори по-късно: на 9-10. След последното си линеене мъжките живеят още до 1 година, а женските могат да преживеят дори 10 години. Линеенето настъпва в края на сухия сезон (от ноември до юни), след което мъжките започват да търсят женски за чифтосване. При женските чифтосването, бременността и снасянето на яйцата трябва да се случат след момента на линеене, в противен случай спермата и яйцата остават в стария екзоскелет на женската. Яйцата се излюпват 3-4 седмици преди началото на дъждовния сезон. Мексиканската огненокрака тарантула обикновено е активна след залез слънце, но може да бъде активна и през деня, сутринта или вечерта.

## Природозащитен статут
Като други видове от рода Brachypelma от западния бряг на Мексико, и мексиканската огненокрака тарантула е популярен домашен любимец, благодарение на ярките ѝ цветове и спокойния характер, което обаче води до свръхинтерес към вида от целия свят. Нелегалната търговия с тарантули, наред с високата смъртност преди достигане на полова зрелост и унищожаването на естествения ѝ хабитат, застрашава чувствително бъдещето на този вид тарантула.
За да се регулира търгуването ѝ в международен план, мексиканската огненокрака тарантула е включена в Приложение II на Конвенцията за международна търговия със застрашени видове от дивата фауна и флора. В Мексико са необходими разрешителни за извеждане на паяците от семейство тарантули извън естественото им местообитание, затова и мексикански огненокраки тарантули вече редовно биват отглеждани в изкуствени условия.

### Отглеждане като домашни любимци
В плен възрастните мексикански огненокраки тарантули обикновено се хранят със скакалци, брашнени червеи и хлебарки от вида Blaptica dubia. Малките обикновено се хранят с предварително умъртвени брашнени червеи, скакалци, малки хлебарки, обезкрилени плодови мушици (Drosophila melanogaster) и всякакви други дребни насекоми, които не могат да се защитават.